# گروه پی‌کی‌پی
گروه پی‌کی‌پی (انگلیسی: PKP Group) شرکت ترابری ریلی لهستانی است، که در سال ۲۰۰۱ تأسیس شد.